# Džaraš
Džaraš (arabsky جرش, ve starověku Gerasa) je město v Jordánsku v governorátu Džaraš, jehož je zároveň hlavním městem. Nachází se na severu Jordánska 48 km na sever od Ammánu. Starověké město bylo založeno Alexandrem Makedonským nebo jeho generálem Perdikkem. Později tvořilo součást Desetiměstí. V letech 129–130 město navštívil sám císař Hadrianus. V roce 749 ho postihlo silné zemětřesení, které město z větší části zničilo. Ruiny pak byly objeveny až roku 1806. Posléze se kolem ruin zformovalo dnešní moderní město. Turistický průmysl je důležitý, turisté se jezdí dívat na monumentální ruiny staré Gerasy a Gerasa je druhou nejnavštěvovanější památkou v Jordánsku po Petře.

Džaraš
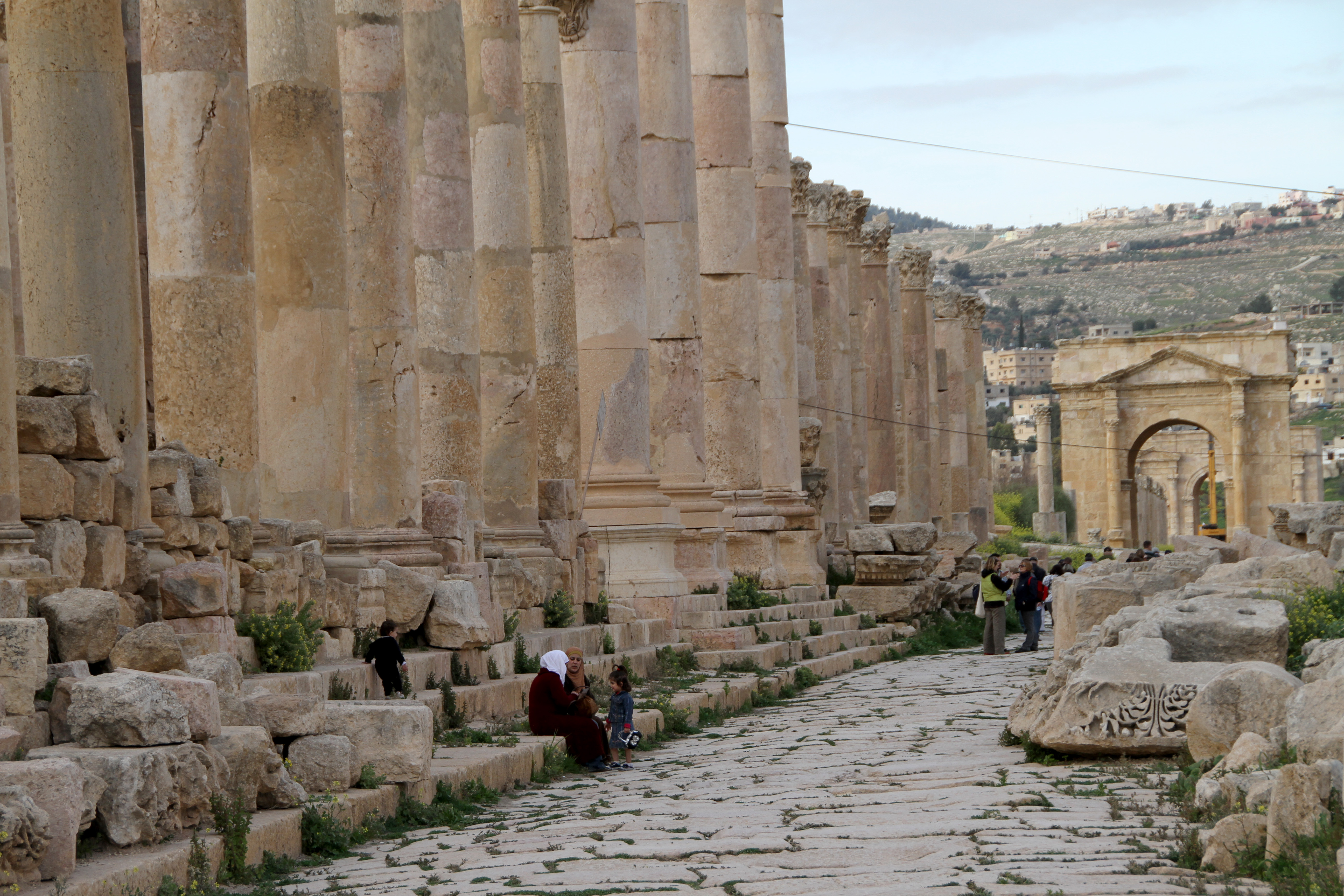
Cardo maximus
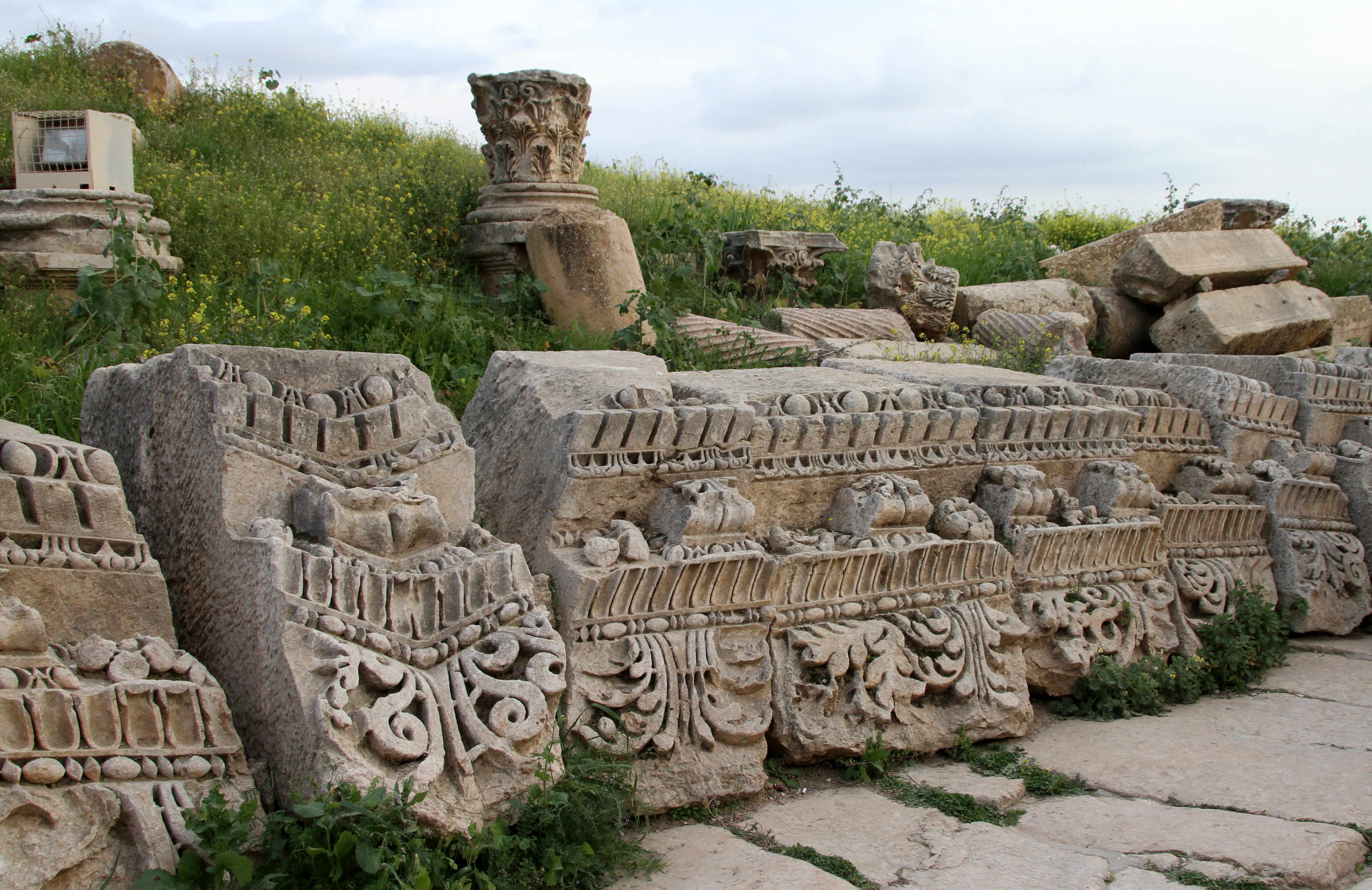
Cardo maximus
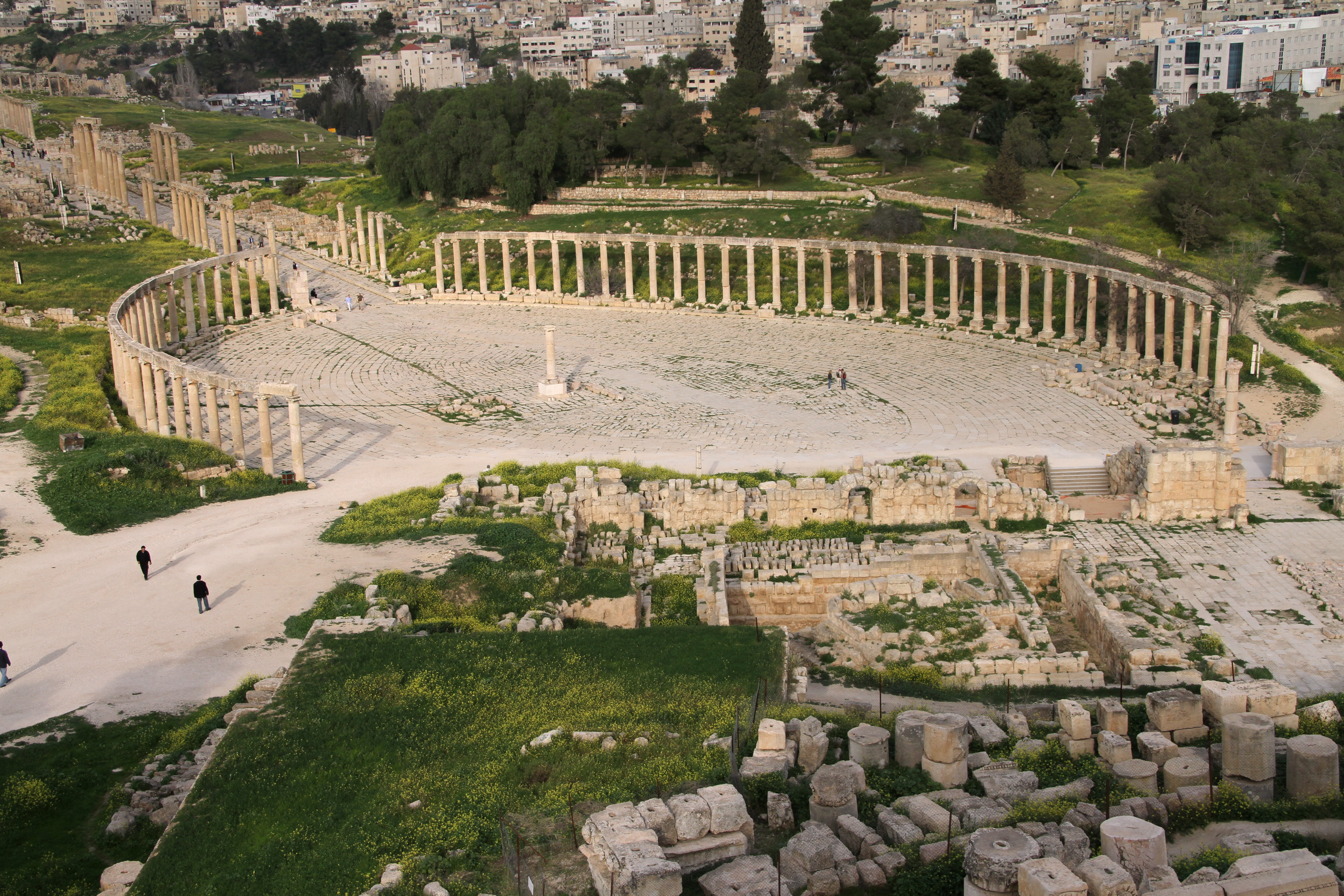
Oválné fórum
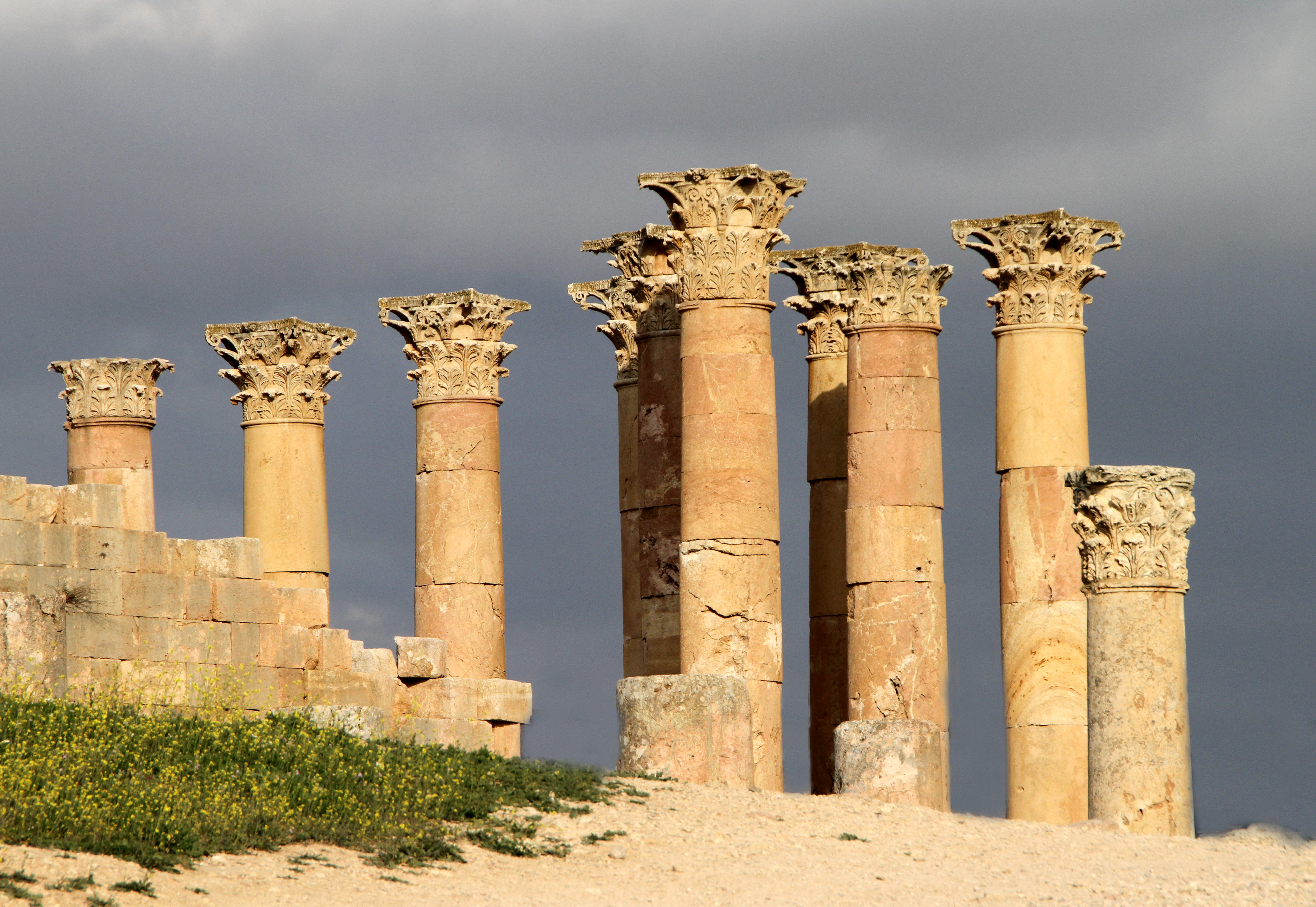
Artemidin chrám
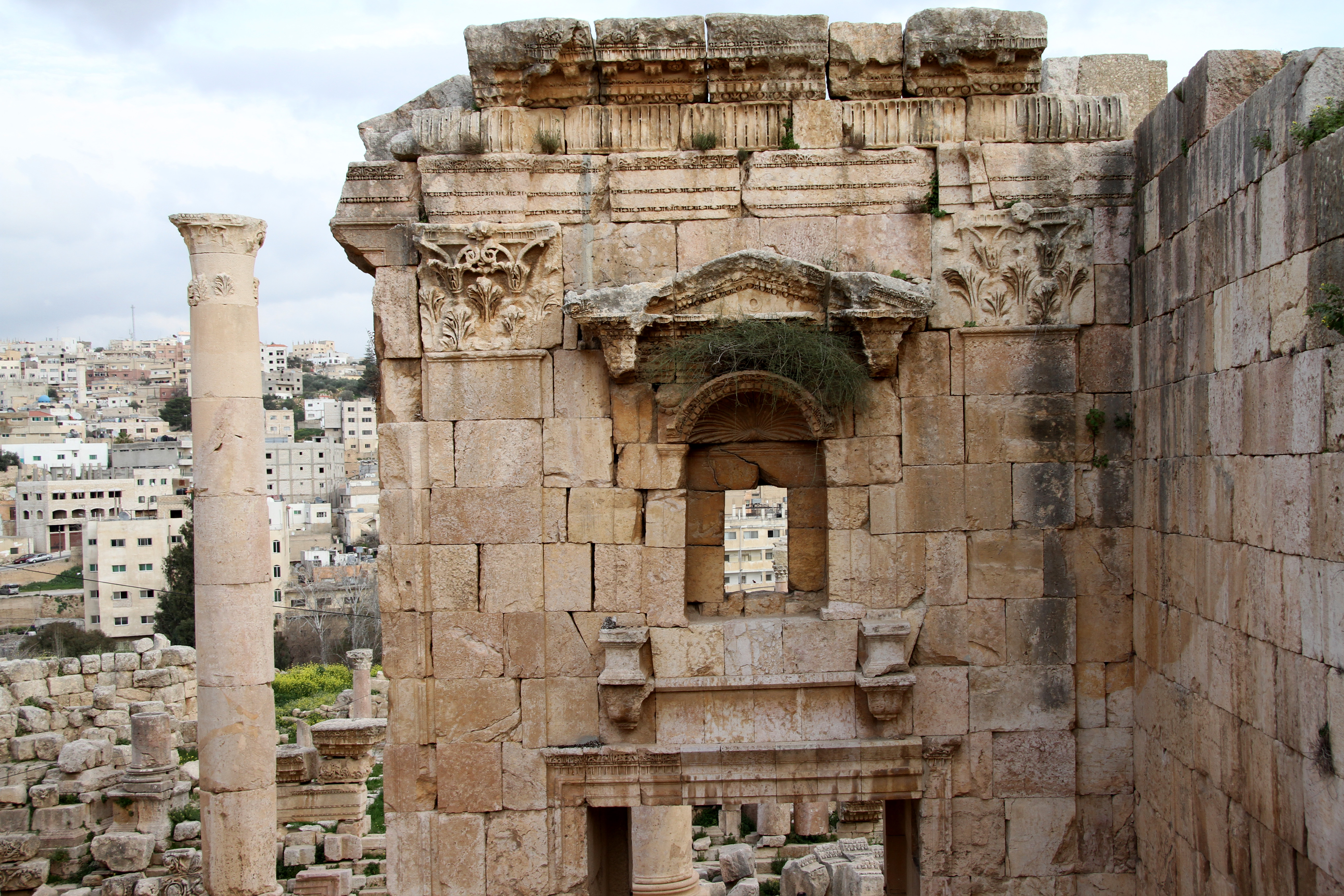
Artemidin chrám
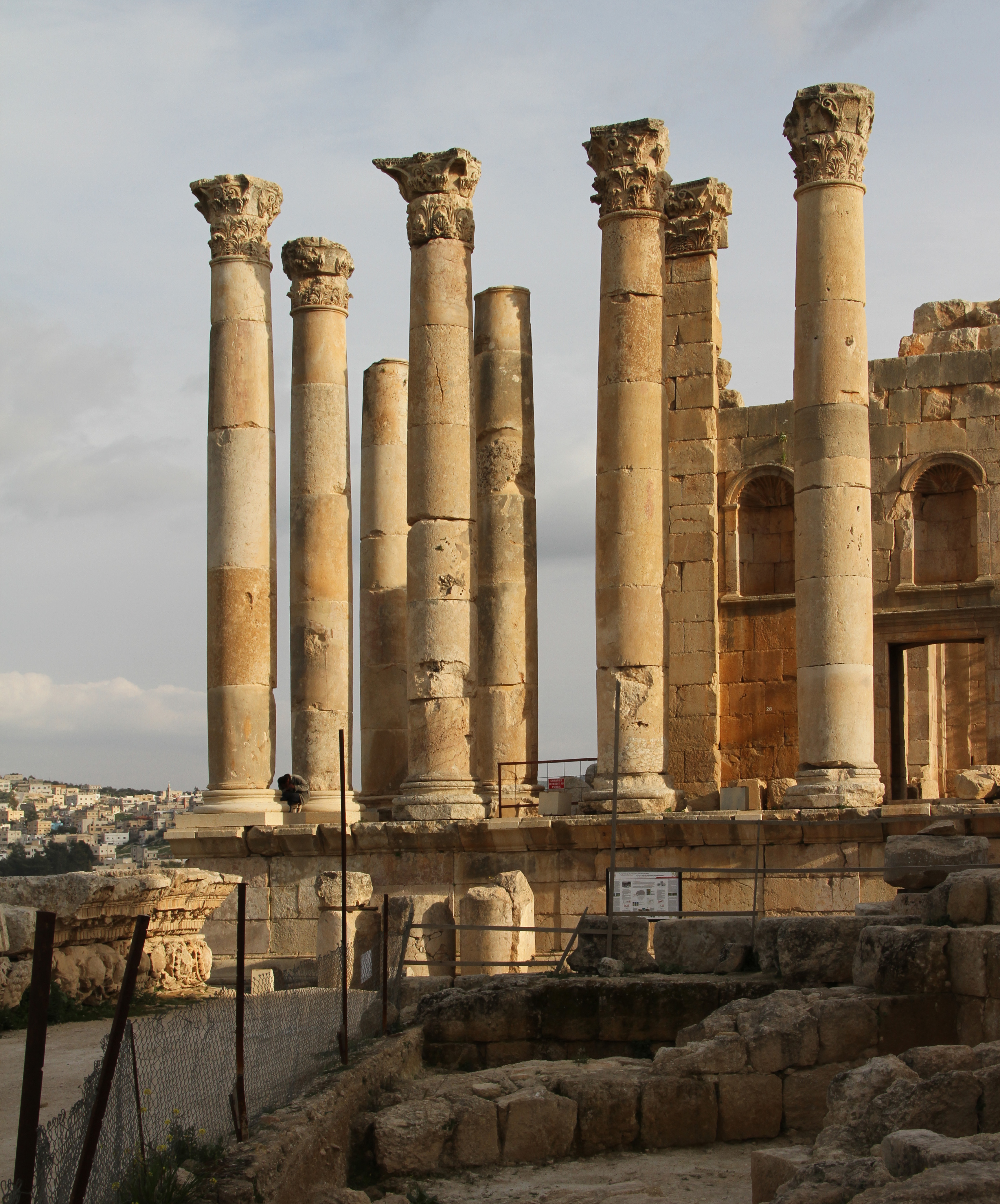
Diův chrám
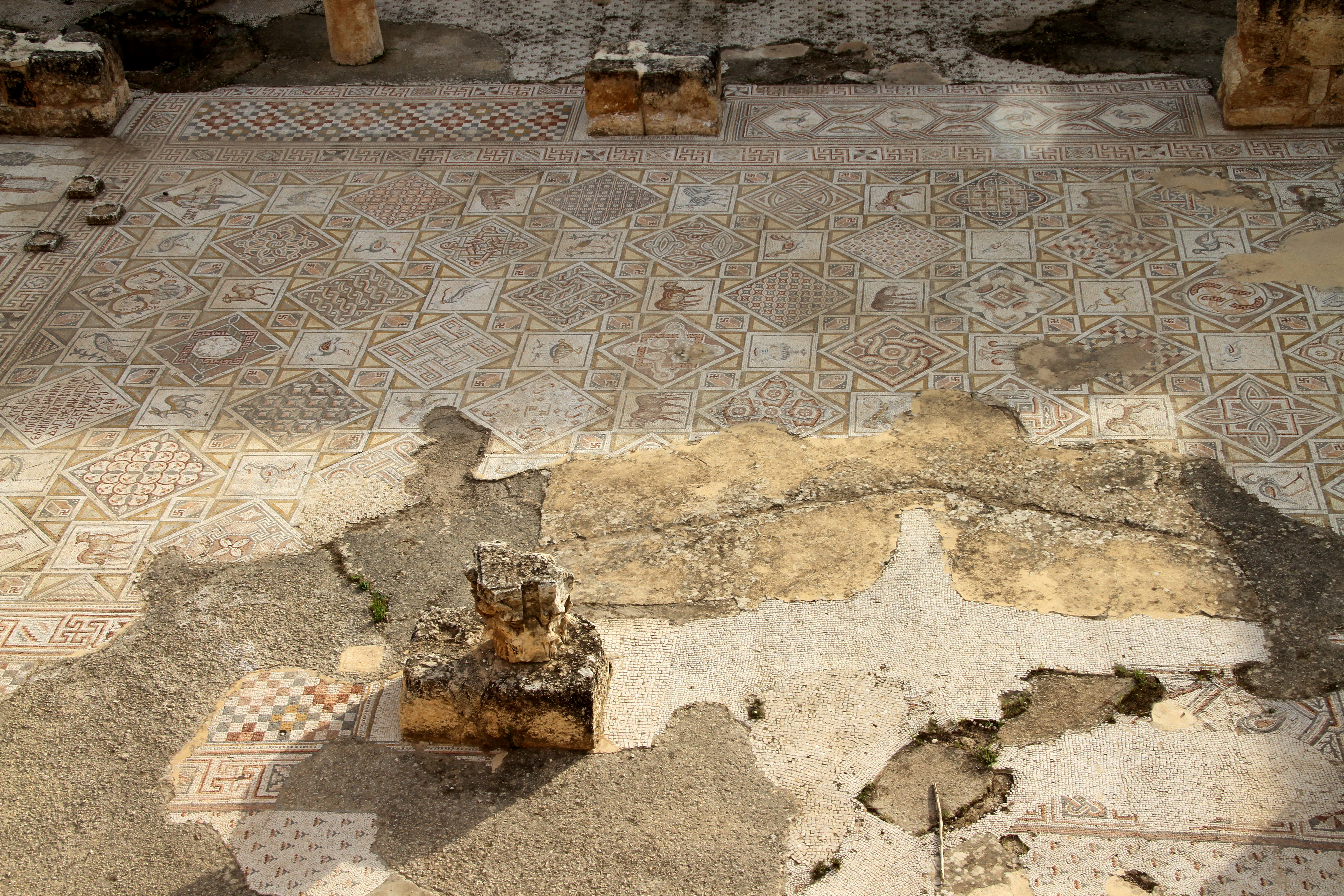
Mozaika
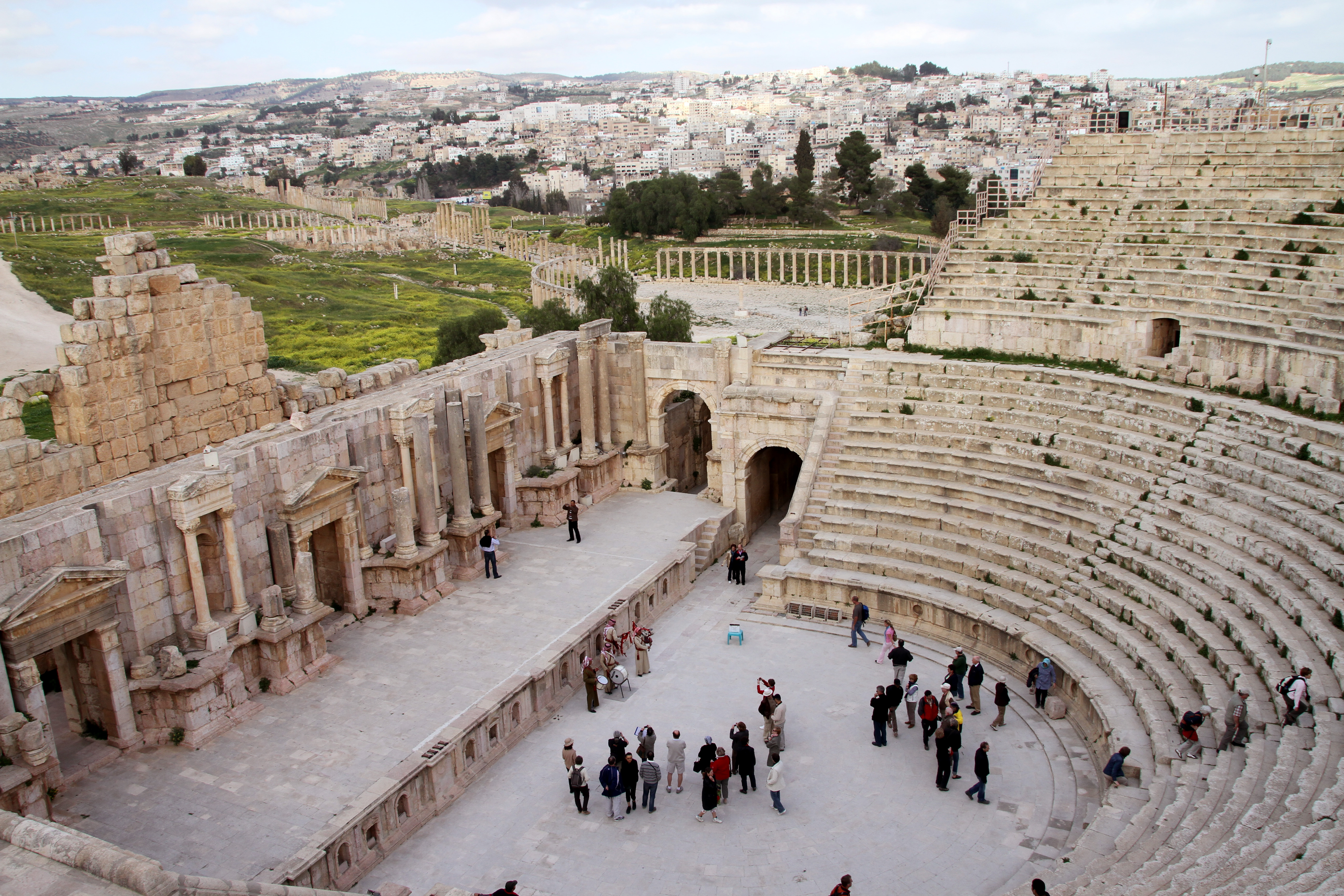
Jižní divadlo